# Pristimantis ockendeni
Pristimantis ockendeni é uma espécie de anfíbio da família Craugastoridae. Pode ser encontrada no Equador, Peru, Colômbia e Brasil.